# Consulat général d'Haïti à Cayenne
Le consulat général d'Haïti à Cayenne est une représentation consulaire de la République d'Haïti en France. Il est situé avenue Léopold Héder, à Cayenne, en Guyane.